# Frederick (Maryland)
Frederick é uma cidade localizada no estado americano de Maryland, no Condado de Frederick, do qual é sede.. Foi fundada em 1745. Com pouco mais de 78 mil habitantes, de acordo com o censo nacional de 2020, é a segunda cidade mais populosa do estado.

## Geografia
De acordo com o Departamento do Censo dos Estados Unidos, a cidade tem uma área de 62,3 km², dos quais 62 km² estão cobertos por terra e 0,3 km² (0,4%) por água.

### Localidades na vizinhança
O diagrama seguinte representa as localidades num raio de 12 km ao redor de Frederick.

## Demografia
Desde 1900, o crescimento populacional médio, a cada dez anos, é de 19,9%.

### Censo 2020
De acordo com o censo nacional de 2020, a sua população é de 78 171 habitantes e sua densidade populacional é de 1 260,3 hab/km². Seu crescimento populacional na última década foi de 19,8%, bem acima do crescimento estadual de 7,0%. É a segunda cidade mais populosa de Maryland.
Possui 31 802 residências que resulta em uma densidade de 512,7 residências/km² e um aumento de 15,4% em relação ao censo anterior. Deste total, 5,8% das unidades habitacionais estão desocupadas. A média de ocupação é de 2,6 pessoas por residência.

### Censo 2010
Segundo o censo nacional de 2010, a sua população era de 65 239 habitantes e sua densidade populacional de 1 145,47 hab/km². Possuía 27 559 residências que resultava em uma densidade de 483,9 residências/km².